# Верхняя Расья
Верхняя Расья — река в России, протекает по Чердынскому району Пермского края. Устье реки находится в 145 км от устья реки Берёзовой по правому берегу. Длина реки составляет 21 км.
Исток реки на западных предгорьях Северного Урала в 21 км к северо-востоку от посёлка Вижай. Река течёт на юг, всё течение проходит по ненаселённой местности среди холмов покрытых таёжным лесом. В среднем течении преодолевает участок под землёй, в карстовых полостях.

## Данные водного реестра
По данным государственного водного реестра России относится к Камскому бассейновому округу, водохозяйственный участок реки — Кама от водомерного поста у села Бондюг до города Березники, речной подбассейн реки — бассейны притоков Камы до впадения Белой. Речной бассейн реки — Кама.
Код объекта в государственном водном реестре — 10010100212111100005935.